# Tyranneau des torrents
Serpophaga cinerea
Ne doit pas être confondu avec Tyranneau des rivières.
Espèce
Statut de conservation UICN

 LC  : Préoccupation mineure
Le Tyranneau des torrents (Serpophaga cinerea) est une espèce de passereaux de la famille des Tyrannidae.

## Systématique et distribution
Cet oiseau est représenté par deux sous-espèces selon la classification de référence du Congrès ornithologique international (version 9.1, 2019) :
- Serpophaga cinerea grisea Lawrence, 1871 : torrents des montagnes du Costa Rica et de l'ouest du Panama ;
- Serpophaga cinerea cinerea (Tschudi, 1844) : torrents des montagnes de la Colombie et du Venezuela à l'ouest de la Bolivie.